# تپه شماره ۲ روستای قشلاق
تپه شماره ۲ روستای قشلاق مربوط به دوران پیش از تاریخ ایران باستان - دوران‌های تاریخی پس از اسلام است و در شهرستان آبیک، روستای قشلاق واقع شده و این اثر در تاریخ ۱۷ اسفند ۱۳۸۱ با شمارهٔ ثبت ۷۶۰۴ به‌عنوان یکی از آثار ملی ایران به ثبت رسیده است.